# Didier Boursin
Pour les articles homonymes, voir Boursin.
Didier Boursin est un origamiste français, auteur de livres consacrés à l'origami.

## Biographie
Ayant suivi une formation d'architecte, il est aussi professeur d'arts plastiques, d'architecture et de design. En 1991, il a été le rédacteur en chef du Pli, la revue éditée par le Mouvement français des plieurs de papier.
Contrairement à d'autres pratiquants de l'origami, il ne s'interdit pas de couper le papier. Plusieurs de ses ouvrages vont également dans le sens d'un rapprochement entre l'origami et les mathématiques.
Il a également participé à bon nombre de campagnes publicitaires, notamment en 2008 celle d'Origami, la nouvelle gamme de forfaits de téléphonie mobile d'Orange.

### Auteur
- 1990 : Pliages en mouvement  (épuisé, réédité en 1997  (ISBN 2-04-021802-5)), Paris, Dessain et Tolra, 1990, 80 p. (ISBN 978-2-249-27816-7 et 2-249-27816-4)
- 1991 : stylisme photo Kayoko Weiss, photo Fabrice Besse (épuisé, réédité en 1993  (ISBN 2-249-27961-6), 1999  (ISBN 2-04-021854-8), 2004 revue et corrigée  (ISBN 2-7028-9969-2) (ISBN 2047201012)), Pliages de serviettes, Paris, Dessain et Tolra, 95 p. (ISBN 978-2-249-27843-3 et 2-249-27843-1)
- 1992 : Pliages en liberté  (épuisé, réédité en 1996  (ISBN 2-04-021775-4)), Paris, Dessain et Tolra, 1992, 80 p. (ISBN 978-2-249-27883-9 et 2-249-27883-0)
- 1994 : photo Jeanbor (réédité en 2002  (ISBN 2-04-720059-8) et 2004  (ISBN 2-04-720170-5)), Pliages, Paris, Dessain et Tolra, coll. « Premiers pas », 48 p. (ISBN 978-2-249-27963-8 et 2-249-27963-2)
- 1995 : Pliages utiles  (épuisé, réédité en 1996  (ISBN 2-04-021776-2)), Paris, Dessain et Tolra, 1995, 79 p. (ISBN 978-2-249-27959-1 et 2-249-27959-4)
- 1997 : photo Cactus studio (réédité en 2004  (ISBN 2047201500)), Pliages magiques, Paris, Dessain et Tolra, 28 p. (ISBN 978-2-04-021783-9 et 2-04-021783-5)
- 1997 : avec Valérie Larose, Pliages et mathématiques, Paris, ACL-Kangourou, coll. « Maths pour tous », 2000, 63 p. (ISBN 978-2-87694-022-2 et 2-87694-022-1)
- 1999 : Animaux de papier  (réédité en 2004  (ISBN 2047201349)), Paris, Dessain et Tolra, 1999, 64 p. (ISBN 978-2-04-021836-2 et 2-04-021836-X)
- 2000 : Avions de papier  (sélection de Pliages en liberté, réédité en 2004  (ISBN 204720142X)), Paris, Dessain et Tolra, 2000, 64 p. (ISBN 978-2-04-721892-1 et 2-04-721892-6)
- 2000 : avec Valérie Larose, Mathémagie des pliages, Paris, ACL-Kangourou, 2000, 48 p. (ISBN 978-2-87694-062-8 et 2-87694-062-0)
- 2000 : photo Cactus Studio, Le Livre de l'origami : pliages à vivre et à jouer, Paris, Dessain et Tolra, 2000, 144 p. (ISBN 978-2-04-721871-6 et 2-04-721871-3)  (ISBN 2-7441-3935-1) compilation de Pliage en mouvement, Pliages utiles, Pliage en liberté et Animaux de papier, réédité en 2006  (ISBN 2295001641)
- 2002 : Pliages et découpages faciles  (réédité en 2004  (ISBN 2047201489)), Dessain et Tolra, 2002, 64 p. (ISBN 978-2-04-720064-3 et 2-04-720064-4)
- 2003 : Premiers pliages, Tournai / Paris, Casterman, coll. « Fastoche », 2003, 29 p. (ISBN 978-2-203-14458-3 et 2-203-14458-0)
- 2004 : Pliages décoratifs et utiles, Paris, Dessain et Tolra, coll. « Les initiations », 2004, 63 p. (ISBN 978-2-04-720160-2 et 2-04-720160-8)
- 2006 : Pliages pour jouer, Paris, Dessain et Tolra, coll. « J'sais pas quoi faire », 63 p. (ISBN 978-2-295-00082-8 et 2-295-00082-3)
- 2009 : Le Kit Origami, Paris, Dessain et Tolra, coll. « Prêt à plier », 344 p. (ISBN 978-2-295-00225-9)
- 2010 : ZoOrigami, Paris, Dessain et Tolra, coll. « Prêt à plier », 119 p. (ISBN 978-2-03-585400-1)
- 2011 : Origami pour tous, Paris, Larousse, coll. « Les Minis Larousse », 61 p. (ISBN 978-2-03-585774-3)
- 2011 : Pliages de serviettes, Paris, Larousse, coll. « Les Minis Larousse », 60 p. (ISBN 978-2-03-585778-1)
- 2011 : Drôles d'origamis pour les garçons, Dessain et Tolra, coll. « Prêt à plier », 120 p. (ISBN 978-2-295-00335-5)
- 2011 : Drôles d'origamis pour les filles, Dessain et Tolra, coll. « Prêt à plier », 2011, 119 p. (ISBN 978-2-295-00343-0)
- 2011 : L'atelier bijoux en origami, Larousse, coll. « L'atelier », 60 p. (ISBN 978-2-03-587086-5)
- 2013 : Origamis pour les petits, Dessain et Tolra, coll. « Prêt à plier », 71 p. (ISBN 978-2-295-00423-9)

### Participations
- 1988 : Dominique Buisson, Manuel pratique d'origami, ARTED, 159 p. (ISBN 978-2-85067-081-7 et 2-85067-081-2)
- 1989 : Dominique Buisson, Papiers pliés, des idées plein les mains, J'ai lu, 141 p. (ISBN 978-2-277-38003-0)
- 1999 : Petit Larousse des jeux, Larousse, 894 p. (ISBN 978-2-03-340501-4)
- 2000 : Fabienne Pavia et photo Olivier Placet, Papier(s), Paris, Seuil, 191 p. (ISBN 978-2-02-040429-7 et 2-02-040429-X)
- 2002 : Nadine Vasseur, Les plis, Paris, Seuil, 2002, 156 p. (ISBN 978-2-02-049938-5 et 2-02-049938-X)
- 2006 : Martine Paulais, Papier : créations et métamorphoses, Paris, Dessain et Tolra, coll. « Décoration », 143 p. (ISBN 978-2-295-00046-0 et 2-295-00046-7)
- 2011 : Jane Sullivan, Calligraphie : Alphabets, lettres ornées, entrelacs..., Dessain et Tolra, 2011, 120 p. (ISBN 978-2-295-00334-8)

## Campagnes
Quelques travaux de Didier Boursin:
- Visuels pour des catalogues Cartier
- Vitrine Boucheron
- Carte de vœux pour Hermes
- Packaging Veuve Clicquot
- Campagne pour les papiers "Opale" d'ArjoWiggins
- Campagne pour Thalys
- Visuels pour le catalogue Maty
- Clip vidéo de Wim Wenders pour Antalis
- Forfaits "Origami style" de Orange
- Affiche pour WWF